# Caio Lucas Fernandes
Caio Lucas Fernandes (São Paulo, 19 de abril de 1994) es un futbolista brasileño. Juega de delantero en el Sharjah F. C. de la UAE Pro League.

## Biografía
Cuando aún era un adolescente, Caio Fernandes se desvivía por ser futbolista profesional mientras se desempeñaba en las inferiores del São Paulo y admiraba a Ronaldinho y a Robinho. Sin embargo, cuando llegó el momento de sumarse a la reserva, desde el club paulista le cerraron la puerta. Se fue a probar a Santos y Palmeiras pero allí tampoco lo consideraron, por su desarrollo físico algo limitado.
El último intento fue cuando se presentó en una práctica de un colegio japonés a los 17 años. No solo encantó al entrenador con su juego, sino que éste le ofreció ir a probarse a un club nipón. Tras pasar un tiempo en equipos amateurs, el Kashima Antlers se interesó por él y lo contrató en 2014. Sus gambetas y su velocidad rápidamente le hicieron un lugar en el primer equipo, en el que ganó en 2015 la Copa J. League y en donde fue elegido como el joven del Año, ganando un balón de plata.
En 2016 se marchó al Al-Ain de Emiratos Árabes Unidos: "Hice una buena elección porque puedo ayudar más a mi familia", señaló al diario español Marca, sobre su transferencia al conjunto en el que jugó más de 100 partidos y en donde conquistó la Liga y la Copa.
El 27 de junio de 2019 se hizo oficial su fichaje por el S. L. Benfica. Tras media temporada, en enero de 2020 regresó a Emiratos Árabes Unidos tras ser cedido al Sharjah FC durante 18 meses.

## Selección nacional
En marzo de 2025, tras haber conseguido la nacionalidad emiratí, fue convocado por primera vez con la selección de Emiratos Árabes Unidos. Debutó ese mismo mes en un encuentro de clasificación para el Mundial 2026 frente a Irán que perdieron por dos a cero.

## Clubes
| Club                   | País     | Año       |
| ---------------------- | -------- | --------- |
| Kashima Antlers        | Japón    | 2014-2016 |
| Al-Ain                 | EAU      | 2016-2019 |
| S. L. Benfica          | Portugal | 2019-2021 |
| Sharjah F. C. (cedido) | EAU      | 2020-2021 |
| Sharjah F. C.          | EAU      | 2021-     |

## Palmarés

### Títulos nacionales
| Título                                  | Club            | País                   | Año  |
| --------------------------------------- | --------------- | ---------------------- | ---- |
| Copa J. League                          | Kashima Antlers | Japón                  | 2015 |
| UAE Pro League                          | Al-Ain          | Emiratos Árabes Unidos | 2018 |
| Copa Presidente                         | Al-Ain          | Emiratos Árabes Unidos | 2018 |
| Supercopa de Portugal                   | S. L. Benfica   | Portugal               | 2019 |
| Copa Presidente                         | Sharjah F. C.   | Emiratos Árabes Unidos | 2022 |
| Supercopa de los Emiratos Árabes Unidos | Sharjah F. C.   | Emiratos Árabes Unidos | 2022 |
| Copa Presidente                         | Sharjah F. C.   | Emiratos Árabes Unidos | 2023 |
| Copa de Liga                            | Sharjah F. C.   | Emiratos Árabes Unidos | 2023 |

### Títulos internacionales
| Título                        | Club          | Sede    | Año  |
| ----------------------------- | ------------- | ------- | ---- |
| Liga de Campeones 2 de la AFC | Sharjah F. C. | Kallang | 2025 |

### Distinciones individuales
| Distinción                                  | Año  |
| ------------------------------------------- | ---- |
| Balón de Plata de la Copa Mundial de Clubes | 2018 |